# Orba, Mexiko
Orba är en ort i Mexiko.   Den ligger i kommunen Guasave och delstaten Sinaloa, i den västra delen av landet, 1 200 km nordväst om huvudstaden Mexico City. Orba ligger 35 meter över havet och antalet invånare är 1 407.
Terrängen runt Orba är mycket platt. Runt Orba är det ganska tätbefolkat, med 100 invånare per kvadratkilometer. Närmaste större samhälle är Guasave, 17,1 km sydväst om Orba. Trakten runt Orba består till största delen av jordbruksmark.